# Mohammad Nassiri
Mohammad Nassiri (n. 1 octombrie 1945, Teheran, Iran) este un halterofil ce a reprezentat Iran, medaliat olimpic. A participat la 4 ediții ale Jocurilor Olimpice (1964, 1968, 1972, 1976) în care a câștigat o medalie de aur, o medalie de argint și o medalie de bronz.